# Julemont (restaurant)
Julemont is sinds 2019 een restaurant in de buurtschap Wittem in de Nederlandse provincie Limburg. De eetgelegenheid had van 2022 tot 2024 twee Michelinsterren.

## Locatie
Het restaurant is gevestigd in Kasteel Wittem. Dit middeleeuwse kasteel kent een lange adellijke geschiedenis. In 1958 kreeg het voor het eerst een horecafunctie als hotel en restaurant. Sinds 2018 is het kasteel eigendom van het Duitse echtpaar Alexander en Nicole Wilden. Na sluiting vanwege een renovatie werd het restaurant in 2019 heropend.

## Geschiedenis

### Tijdperk Nijenhuis
De culinaire leiding van Julemont lag van 2019 tot 2021 in handen van Sven Nijenhuis. Hij deed ervaring op bij onder andere Ivy, Parkheuvel en Beluga. De eetgelegenheid had in 2020, 15,5 van de maximaal 20 punten in de GaultMillau.

### Tijdperk Braeken
In 2021 werd Nijenhuis opgevolgd door Guido Braeken. Deze kok werkte hiervoor bij de sterrenrestaurants De Leuf, La Source en Beluga Loves You. Bij de uitreiking van de Michelinsterren voor 2022, ontving Braeken direct twee Michelinsterren. Julemont steeg naar 17 punten in de GaultMillau in de edities van 2023 en 2024. De zaak staat in de top 100 van de Nederlandse gids Lekker, in 2024 stond het op plek 24 en in 2025 op de 28ste plaats.

### Tijdperk Palombini
Eind september 2024 nam Guido Braeken afscheid van Julemont om zich te richten op zijn nieuwe restaurant Create in Kasteel Oost in Oost-Maarland, bij Maastricht. De Michelinsterren kwamen hiermee te vervallen. Braeken werd opgevolgd door de Italiaanse chef Fabiano Palombini. Hij deed onder meer ervaring op als executive chef van het met twee Michelinsterren bekroonde restaurant Piccolo Lago in Verbania en de met drie sterren onderscheiden zaak Castellana Restaurant in Hong Kong. Palombini is getraind door onder meer Martín Berasategui.